# Willi Gabriel
Willi Gabriel (* 24. September 1939 in Habendorf) ist ein deutscher Bogenschütze.
Gabriel nahm für den TSV Natternberg an den Olympischen Spielen 1976 in Montréal teil und belegte mit Rang 6 einen Platz im Vorderfeld.
1977 war er deutscher Meister.